# Орсель, Виктор
(Андре́ Жак) Викто́р Орсе́ль (фр. Victor Orsel; 25 мая 1795 года, Уллен — 1 ноября 1850 года, Париж) — французский художник, создававший картины религиозного содержания; ученик Ревойя в Лионе, а затем Герена в Париже.

## Творчество
- «Аллегория Добра и Зла», церковь Нотр-Дам-де-Лорет, Париж[2].